# Premio Internazionale di Poesia Nosside
Le Premio Internazionale di Poesia Nosside est un prix littéraire international et annuel consacré à la poésie contemporaine. Il est organisé par le Centro Studi Bosio à Reggio de Calabre en Italie.
Les poètes peuvent présenter leur candidature en envoyant des textes écrits ou bien des documents multimédia dans l'une des cinq langues principales : italien, anglais, français, espagnol et portugais.
En outre, toutes les langues du monde sont admissibles ; dans le cas où un poème est soumis dans une autre langue, il faut ajouter une traduction dans l'une des cinq langues principales. En 2007, l'organisateur a reçu des poèmes en vingt-deux langues. En 2008, le juyry s'est déplacé à New-York, lui donnant une audience internationale. Le prix en est à sa XXXIIIe édition en 2018 et est encore attribué en 2019.